# Raymond Schouten
Raymond Schouten (Waardhuizen, 15 marzo 1985) è un pilota motociclistico olandese.
Anche suo padre, Martin Schouten, ha corso come pilota professionista, partecipando ad alcune edizioni del motomondiale negli anni ottanta.

## Carriera
Ha iniziato la sua attività sportiva con le minimoto, per passare alle motociclette delle derivate di serie nel 1997.
Dopo aver partecipato ai campionati nazionali olandesi gli è stata offerta la possibilità di esordire nel motomondiale 2002 grazie ad una wild card in occasione del GP d'Olanda. Vi ha preso parte nella classe 125 alla guida di una Honda senza riuscire a tagliare il traguardo. La stessa possibilità di correre il gran premio di casa gli è stata offerta anche l'anno successivo, con gli stessi risultati finali. Nel 2003 inoltre partecipa all'Europeo classe 125 classificandosi ventitreesimo in campionato.
Nel 2004 e 2005 ha potuto partecipare con maggiore continuità, sempre senza cambiare né classe né moto, ma in 25 presenze nei vari gran premi non è riuscito ad ottenere risultati che gli consentissero di apparire nelle classifiche finali dell'anno. L'ultima sua presenza nelle gare del motomondiale risale alla stagione 2006 dove ha fatto un'apparizione nel Gp d'Olanda in classe 250, giungendo 20º al termine della gara.
Al di là di queste competizioni ha anche gareggiato in alcune stagioni della Superstock 1000 FIM Cup tra il 2007 e il 2009. Nel 2009 prende parte anche al campionato Europeo Superstock 1000, svoltosi in gara unica ad Albacete, venendo squalificato al termine della prova. L'anno successivo, in sella ad una Yamaha, è terzo nella categoria Supersport dell'europeo. Negli anni seguenti partecipa al mondiale endurance e al campionato olandese in cui è campione Supersport nel 2010.

## Risultati in gara nel motomondiale
| 2002 | Classe | Moto  |  |  |  |  |  |  |     |  |  |  |  |  |  |  |  |  |  | Punti | Pos. |
| ---- | ------ | ----- |  |  |  |  |  |  | --- |  |  |  |  |  |  |  |  |  |  | ----- | ---- |
| 2002 | 125    | Honda |  |  |  |  |  |  | Rit |  |  |  |  |  |  |  |  |  |  | 0     |      |

| 2003 | Classe | Moto  |  |  |  |  |  |  |     |  |  |  |  |  |  |  |  |  |  | Punti | Pos. |
| ---- | ------ | ----- |  |  |  |  |  |  | --- |  |  |  |  |  |  |  |  |  |  | ----- | ---- |
| 2003 | 125    | Honda |  |  |  |  |  |  | Rit |  |  |  |  |  |  |  |  |  |  | 0     |      |

| 2004 | Classe | Moto  |     |    |    |     |  |    |    |     |     |    |    |    |    |    |    |     |  | Punti | Pos. |
| ---- | ------ | ----- | --- | -- | -- | --- |  | -- | -- | --- | --- | -- | -- | -- | -- | -- | -- | --- |  | ----- | ---- |
| 2004 | 125    | Honda | Rit | 20 | 28 | Rit |  | 22 | 24 | Rit | Rit | 26 | 21 | 20 | 24 | 19 | 26 | Rit |  | 0     |      |

| 2005 | Classe | Moto  |    |    |    |    |    |    |     |    |    |     |     |  |  |  |  |  |  | Punti | Pos. |
| ---- | ------ | ----- | -- | -- | -- | -- | -- | -- | --- | -- | -- | --- | --- |  |  |  |  |  |  | ----- | ---- |
| 2005 | 125    | Honda | 23 | 30 | 19 | 24 | 26 | 25 | Rit | NE | 16 | Rit | Rit |  |  |  |  |  |  | 0     |      |

| 2006 | Classe | Moto  |  |  |  |  |  |  |  |    |  |  |    |  |  |  |  |  |  | Punti | Pos. |
| ---- | ------ | ----- |  |  |  |  |  |  |  | -- |  |  | -- |  |  |  |  |  |  | ----- | ---- |
| 2006 | 250    | Honda |  |  |  |  |  |  |  | 20 |  |  | NE |  |  |  |  |  |  | 0     |      |

| Legenda | 1º posto        | 2º posto            | 3º posto            | A punti      | Senza punti        | Grassetto – Pole position Corsivo – Giro più veloce |
| Legenda | Gara non valida | Non qual./Non part. | Ritirato/Non class. | Squalificato | '-' Dato non disp. | Grassetto – Pole position Corsivo – Giro più veloce |